# Slavofil
Slavofil är en anhängare av slavofilismen, en rysk kulturströmning, som i mitten av 1800-talet hade en mycket framträdande roll i det ryska och som – i strid med de samtida så kallade zapadnikerna, de västerländskt sinnade, – hävdade nödvändigheten för Ryssland att vara på sin vakt mot den västerländska kulturen, en ståndpunkt som baserades på teorin om den slaviska kulturens överlägsenhet gentemot den västerländska.

## Historia
Båda slavofil- och zapadnikrörelserna uppstod i Moskva, där det intellektuella livet under 1830-talet gjorde ett mäktigt uppsving och där särskilt studenterna, som under den förhärskande politiska reaktionen var förhindrad att ägna sig åt politiska och sociala ämnen, med så mycket större iver inriktade sig på filosofiska, estetiska och litterära frågor. Ett centrum för dessa intressen utgjorde den studentkrets, som i början av 1830-talet bildades kring Nikolaj Stankevitj och som särskilt ägnade sig åt den nya idealistiska tyska filosofin, först Friedrich von Schelling, därefter Friedrich Hegel.
Skillnaderna mellan de blivande slavofilerna och zapadnikerna började att uppstå, då man från allmänt teoretiska betraktelser och abstrakta filosofiska resonemang övergick till att i de filosofiska systemens ljus granska den historiska ryska utvecklingen. Medan de blivande zapadnikerna hävdade, att olikheten mellan den ryska och den västerländska historiska utvecklingen endast var den, att Rysslands hade kommit långt senare än västerlandets, men följde och skulle följa samma linjer som den västerländska, påvisade de blivande slavofilerna i huvudsak utifrån de filosofiska teorierna att den ryska historiska utvecklingen i hög grad är väsensskild från västerlandets, och att Ryssland endast kunde nå en dominerande roll i världshistorien genom att utveckla sitt eget nationella väsen utan inblandning av den västerländska kulturen.
Medan zapadnikerna i Peter den stores arbete såg ett viktigt framsteg, fördömde slavofilerna skarpt hans insats i den ryska utvecklingen som en hänsynslös förbrytelse mot dess rätta väsen. Av dessa meningsskiljaktigheter om Rysslands historia följde efterhand, i samma utsträckning som man övergav sin tidigare politiska och sociala indifferentism, olika uppfattning om det samtida ryska samhället.
Även om de båda parterna på vissa punkter hade sammanfallande åsikter, till exempel angående nödvändigheten av livegenskapens avskaffande och mildrande av censuren, så representerade de på andra punkter helt motsatta uppfattningar. Medan zapadnikerna förespråkade en lagstiftande folkrepresentation efter europeiskt mönster, ville slavofilerna bevara autokratin med en endast rådgivande folkrepresentation; i motsättning till zapadnikerna omfattade slavofilerna med begeistring den ryska bykommunismens kollektivistiska principer, i vilken de såg fröet till en bättre social ordning, och i motsättning till de delvis ateistiska zapadnikerna höll slavofilerna på den ryska ortodoxin, vilken de uppfattade som kristendomens ursprungliga och sanna form.
En av de första impulserna till brytningen utgjorde publiceradet av zapadnikern Pjotr Tjaadajevs '"Filosofiska brev" (1836), vilken i slavofilkretsar uppfattades som ren smutskastning av fäderneslandet, och den patriotiska indignationen gav slavofilismen ökad livskraft och skärpte motsättningen mellan deras anhängare och motståndare. Brytningen blev definitiv efter att den slavofila diktaren Nikolaj Jazykov 1841 publicerat "Till dem, som inte är våra", i vilken zapadnikerna fördöms som ungdomens förförare, religiösa avfällingar och landsförrädare.

## Verksamhet
Bland slavofilismens främsta anhängare märks Stepan Sjevyrjov, bröderna Ivan och Pjotr Kirejevskij, bröderna Ivan och Konstantin Aksakov, Nikolaj Danilevskij, Jurij Samarin, Aleksandr Kosjeljov, Konstantin Leontiev, Ivan Beljajev samt skalderna Aleksej Chomjakov och Fjodor Tiuttjev. Även Fjodor Dostojevskij stod dem nära på många punkter.
Indirekt verkade slavofilerna mycket för den historiska forskningen. Deras litterära organ var "Moskvitianin" (1841–56), "Sbornik D. Valujeva" (1845), "Sbornik moskovskij" (1846–53), "Russkaja besieda" (1856–60) samt Ivan Aksakovs "Rus" (1880-86) och Sergej Sjarapovs "Russkoje djelo" (1886–89). Redan på 1860-talet var slavofilismen betydligt avsvalnad och avlöstes av det så kallade slaviska välgörenhetssällskapet (Slavjanskoje blagotvoritelnoje obstjestvo), stiftat av Michail Pogodin 1868, vilket särskilt ömmade för "förtryckta sydslaviska bröder" och under Nikolaj Ignatievs ledning fick en avgjort politisk, aggressiv karaktär.
Inslag av slavofilism har även senare uppfattats som en typisk rysk företeelse, vilken tagit sig uttryck i en tro på att Rysslands uppgift är att vara den övriga världens vägvisare och en ny tids banbrytare. Ända sedan Dostojevskij betecknade det ryska folket som särskilt "gudsburet" har denna tanke ofta framförts i rysk skönlitteratur och även i bolsjevismen fanns inslag av en form av slavofilism.